# Tipula (Microtipula) lagotis
Tipula (Microtipula) lagotis is een tweevleugelige uit de familie langpootmuggen (Tipulidae). De soort komt voor in het Neotropisch gebied.